# Guérison d'un homme rempli d'œdèmes
La Guérison d'un homme rempli d'œdèmes est un miracle de Jésus-Christ. La particularité de la maladie montre une forte portée symbolique de la guérison.

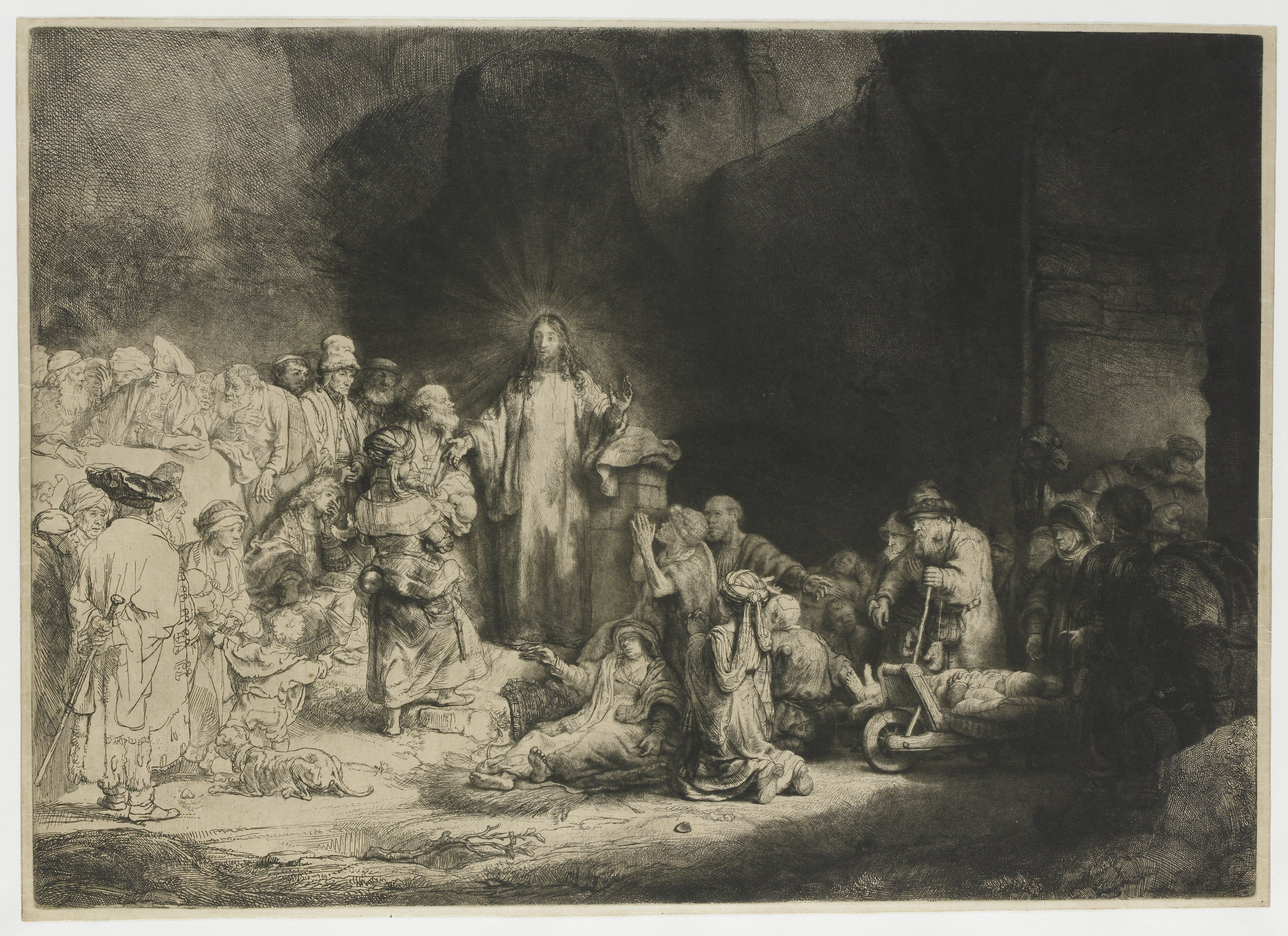
Gravure montrant le Christ soignant, c.1647–1649

## Texte
Évangile de Jésus-Christ selon saint Luc, chapitre 14, versets 1 à 6 :
« Jésus étant entré, un jour de sabbat, dans la maison de l'un des chefs des pharisiens, pour prendre un repas, les pharisiens l'observaient. Et voici, un homme hydropique était devant lui. Jésus prit la parole, et dit aux docteurs de la loi et aux pharisiens : Est-il permis, ou non, de faire une guérison le jour du sabbat? Ils gardèrent le silence. Alors Jésus avança la main sur cet homme, le guérit, et le renvoya. Puis il leur dit: Lequel de vous, si son fils ou son bœuf tombe dans un puits, ne l'en retirera pas aussitôt, le jour du sabbat? Et ils ne purent rien répondre à cela. »
Traduction d'après la Bible Louis Segond.

## Interprétations
Selon le Père Joseph-Marie Verlinde, la tradition hébraïque voulait que l'on s'occupe uniquement des malades en danger immédiat lors du sabbat. Jésus transgresse ce code parce qu'il veut montrer qu'il apporte un message nouveau, et que les gestes gratuits, désintéressés qui peuvent être salvateurs, ne doivent pas être pris dans une loi. Ainsi, pour le prêtre, l'aide apportée à ses frères dans le besoin doit sortir d'un contexte temporel ; et la compassion doit régner entre tous les humains quelles que soient les appartenances religieuses ou autres.
Pour l'Abbé Manuel Cocina Abella, il faut suivre les règles divines, mais c'est le cœur, la miséricorde et la droiture de l'esprit qui doivent prévaloir sur l'hypocrisie et l'orgueil.